# 김양수 (1896년)
김양수(金良洙, 1896년 - 1971년 1월 19일)는 대한민국의 국회의원이었다.
미국 콜롬비아대학과 영국 런던대학에서 수학하고 삼일신보사 주필, 조선흥업주식회사 중역을 맡았었다. 제2대 국회의원을 역임하였다.

## 독립운동
1925년 7월 미국 하와이에서 개최된 범태평양회의(汎太平洋會議)에 서재필(徐載弼)·신흥우(申興雨) 등과 함께 참석하여 일제 식민통치의 참상을 각국 대표에게 알리었다. 1926년에는 미국 뉴욕에서 『삼일신보(三一新報)』가 창간되자 주필에 임명되어 교민들에게 독립사상을 고취하였다. 1931년에는 귀국 도중 중국에 들려 임시정부 요인들과 국내 독립운동의 향방을 협의하는 한편 김두봉(金枓奉)과 국어국문의 부흥문제를 협의하고 귀국하였다. 귀국 후에는 조선어학회의 기관지인 『한글』의 편집비용을 후원하고, 1935년에는 조선어학회의 사전편찬사업을 촉진하기 위한 비밀 후원회를 조직하여 거액의 재정지원을 하였다. 1942년 10월에는 일제가 한국민족 말살정책의 일환으로 한국어 말살정책을 대폭 강화하고 한글 운동자들을 탄압하기 위하여 만들어낸 조선어학회사건(朝鮮語學會事件)으로 구속되어 함경남도 홍원경찰서와 함흥경찰서에서 일제의 잔혹한 고문과 악형을 받았으며, 1945년 1월 징역 2년에 4년간 집행유예의 선고를 받았다. 정부에서는 그의 공훈을 기리어 1990년에 건국훈장 애국장(1977년 건국포장)을 추서하였다.

## 역대 선거 결과
|  | 41.46% |

|  | 47.06% |

|  | 13.16% |

## 참고자료
- 김양수 - 대한민국헌정회